# ساختمان امورتربیتی
ساختمان امورتربیتی مربوط به پهلوی اول است و در شهرستان فریمان، شهر فریمان - میدان امام خمینی، خیابان طالقانی غربی واقع شده و این اثر در تاریخ ۲۵ آبان ۱۳۸۴ با شمارهٔ ثبت ۱۳۸۸۵ به‌عنوان یکی از آثار ملی ایران به ثبت رسیده‌است.